# Ironman Europe
Der Ironman Europe war ein Triathlon über die Ironman-Distanz (3,8 km Schwimmen, 180 km Radfahren und 42 km Laufen), der aus dem am 22. September 1984 erstmals ausgerichteten Franken-Triathlon hervorging und von 1988 bis 2001 jährlich in Roth (Bayern) stattfand. Seit 2002 trägt das Rennen den Namen Challenge Roth.

## Geschichte und Organisation
Im mittelfränkischen Roth fanden seit Mitte der 1980er-Jahre jährlich Triathlon-Veranstaltungen statt, deren Bezeichnung und Distanzen unterschiedlich waren:
| Jahr | Bezeichnung                                             | Distanzen                                           | Sieger Männer   | Siegerin Frauen  |
| ---- | ------------------------------------------------------- | --------------------------------------------------- | --------------- | ---------------- |
| 1984 | Franken-Triathlon                                       | 700 m Schwimmen, 40 km Radfahren und 10 km Laufen   | Franz Michels   | Maureen Farley   |
| 1985 | Bayerische Triathlon-Meisterschaft                      | 2 km Schwimmen, 79 km Radfahren und 20,5 km Laufen  | Dirk Aschmoneit | Hanni Zehendner  |
| 1986 | DTU Internationale Deutsche Meisterschaft Mitteldistanz | 2,5 km Schwimmen, 100 km Radfahren und 25 km Laufen | Dirk Aschmoneit | Alexandra Kremer |
| 1987 | ETU-Mitteldistanz-Europameisterschaft                   | 3 km Schwimmen, 92 km Radfahren und 20 km Laufen    | Glenn Cook      | Sarah Coope      |

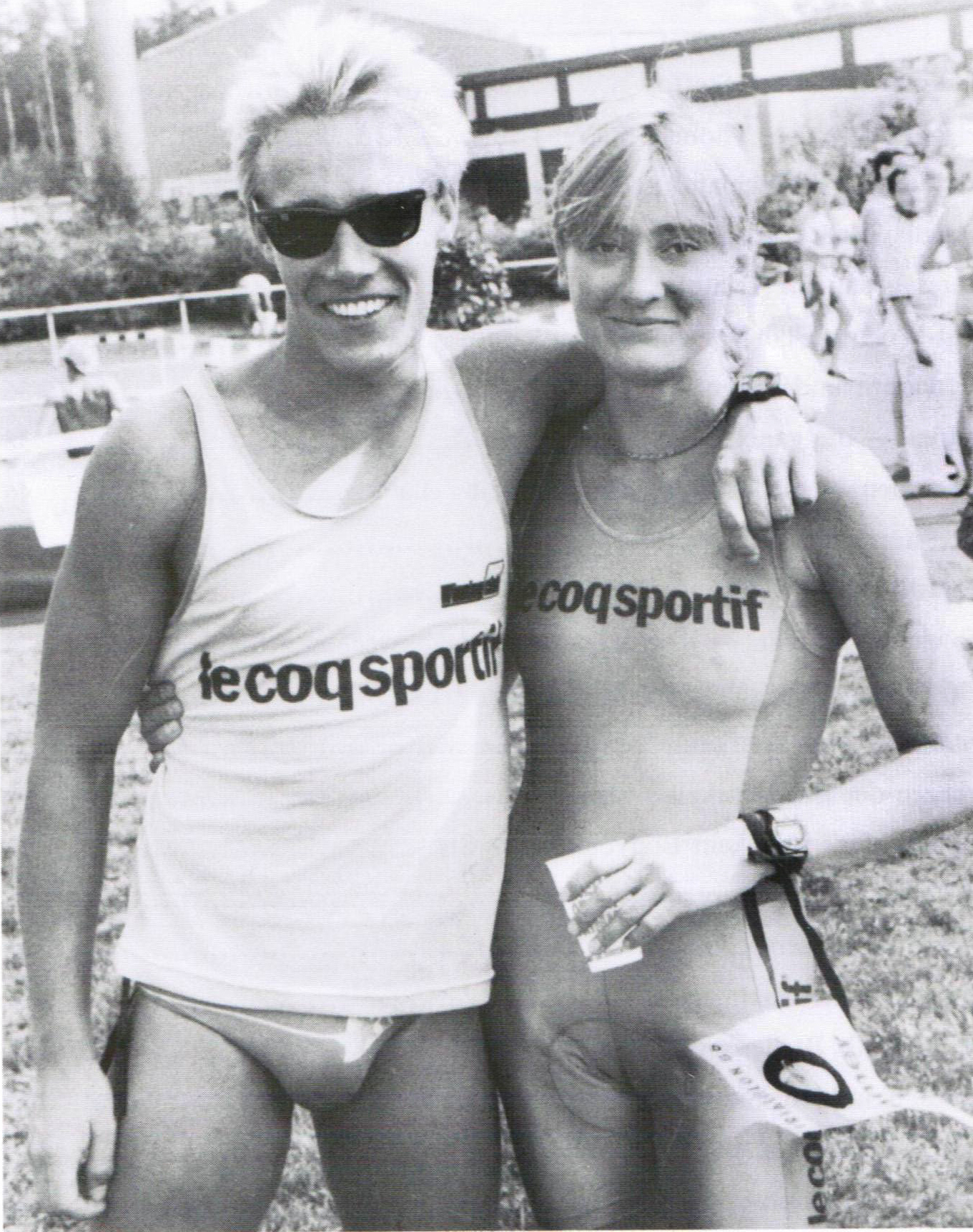
Dirk Aschmoneit und Alexandra Kremer, Deutsche Meisterschaft Mitteldistanz 1986

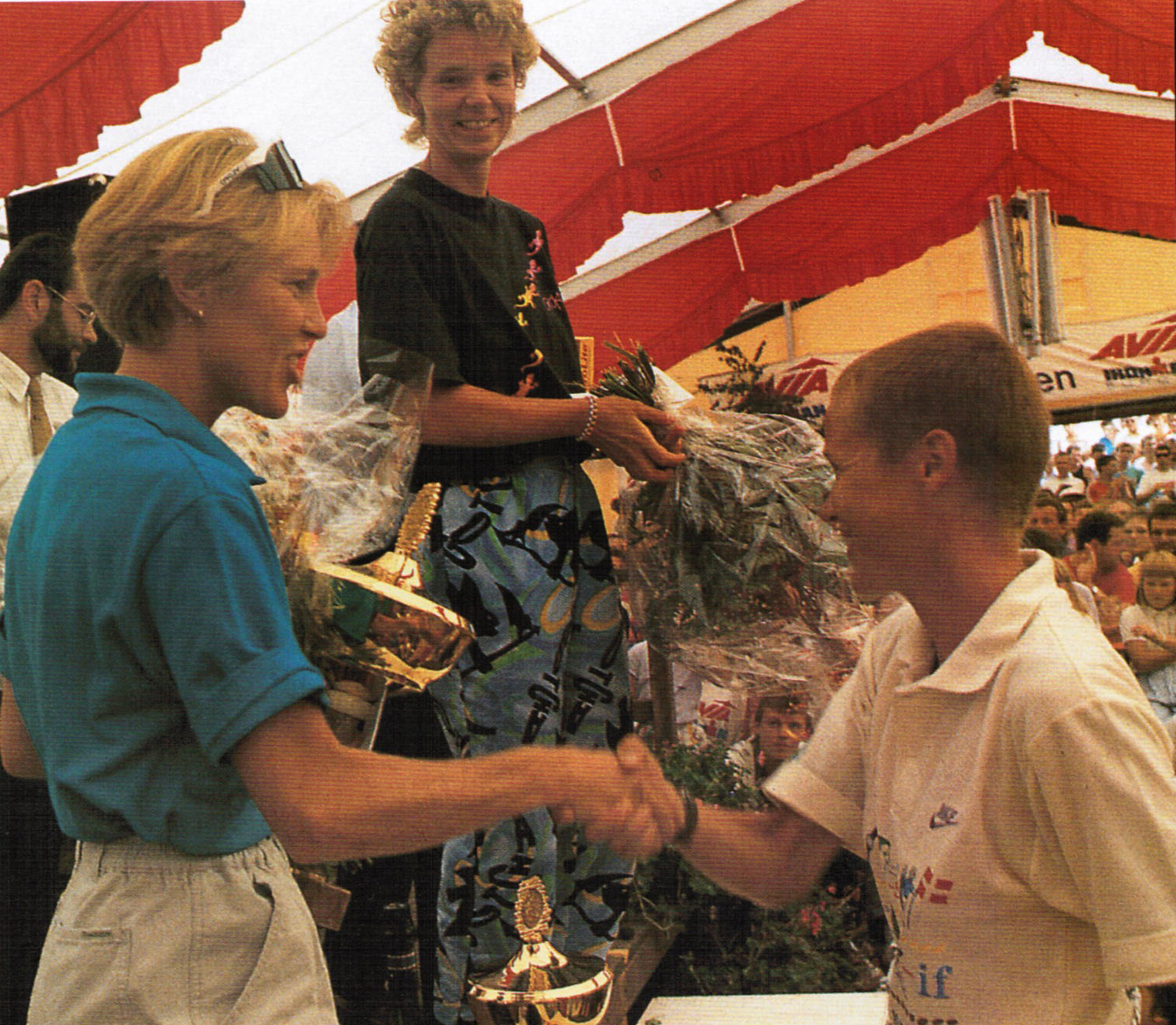
Bonnie Barton, die Siegerin Rita Keitmann und Heidi Nielsen (v.l.n.r) bei der Erstaustragung 1988

In der Folge wurde das Großereignis des Ironman, das regelmäßig mehr als 100.000 Zuschauer anzog, von Detlef Kühnel organisiert, der 1982 zusammen mit Manuel Debus als erster Deutscher den Ironman Hawaii bestritten hatte. 1988 wurde in Roth der erste Wettkampf in Deutschland über die Ironman-Distanz ausgetragen. Es war das vierte Rennen (nach Neuseeland, Japan und Kanada), das eine Qualifikation für die Weltmeisterschaft beim Ironman Hawaii ermöglichte.
Darüber hinaus findet seit 1989 jedes Jahr Ende Juni (zwei Wochen vor der Challenge Roth) in der Gegend auch der Rothsee-Triathlon statt, dessen Schwimmstrecke im namengebenden Rothsee liegt.
Als sich in den 1990er Jahren mehr als 4000 Athleten anmeldeten, wurde die Teilnehmerzahl auf 2700 begrenzt, was zu vielen Absagen führte.

Aufgrund dieses großen Zuspruchs durch meist deutsche Triathleten ist auch erklärbar, wieso Deutschland nach den USA und Australien die drittmeisten Triathleten beim Ironman auf Hawaii stellt.
Detlef Kühnel verlängerte 2001 den Lizenzvertrag mit der World Triathlon Corporation nicht mehr.

Seit 2002 wird deshalb an gleicher Stelle und ebenfalls über die Ironman-Distanz Triathlon-Folgeveranstaltung Challenge Roth (2002 bis 2009 offiziell Quelle Challenge Roth) ausgetragen, die aber keine Qualifikationsmöglichkeiten für Hawaii bietet.
Von 2003 bis 2010 wurden in Roth achtmal die Deutschen Triathlon-Meisterschaften auf der Langdistanz ausgetragen.

## Rekorde
Erster Teilnehmer unter acht Stunden war Lothar Leder im Jahr 1996 mit seiner Siegerzeit von 7:57:02 h.
Beim Ironman Europe in Roth wurden Weltbestzeiten sowohl für Männer als auch für Frauen aufgestellt:
- Frauen: 1994 Paula Newby-Fraser, 8:50:53 h (die heute gültige Weltbestzeit wurde im Juli 2011 ebenfalls in Roth durch Chrissie Wellington aufgestellt)
- Männer: 1997 Luc Van Lierde, 7:50:27 h (die heute gültige Weltbestzeit wurde im Juli 2016 ebenfalls in Roth durch Jan Frodeno aufgestellt)

## Siegerliste
| Datum           | Männer              | Männer               | Männer            | Frauen                      | Frauen             | Frauen             |
| Datum           | Erster Platz        | Zweiter Platz        | Dritter Platz     | Erster Platz                | Zweiter Platz      | Dritter Platz      |
| --------------- | ------------------- | -------------------- | ----------------- | --------------------------- | ------------------ | ------------------ |
| 8. Juli 2001    | Lothar Leder -3-    | Andreas Niedrig      | Cameron Brown     | Nina Kraft                  | Gina Kehr          | Nicole Leder       |
| 9. Juli 2000    | Lothar Leder -2-    | Thomas Hellriegel    | Andreas Niedrig   | Heather Fuhr                | Lisa Bentley       | Ute Mückel         |
| 27. Juni 1999   | Jürgen Zäck -5-     | Thomas Hellriegel    | Andreas Niedrig   | Joanne King                 | Nina Kraft         | Ute Mückel         |
| 12. Juli 1998   | Jürgen Zäck -4-     | Lothar Leder         | Andreas Niedrig   | Katja Schumacher            | Susan Latshaw      | Melissa Spooner    |
| 13. Juli 1997   | Luc Van Lierde (SR) | Jürgen Zäck          | Lothar Leder      | Susan Latshaw               | Suzanne Nielsen    | Katja Schumacher   |
| 14. Juli 1996   | Lothar Leder        | Rainer Müller-Hörner | Jan van der Marel | Ute Mückel                  | Lauren Alexander   | Lori Bowden        |
| 9. Juli 1995    | Jürgen Zäck -3-     | Thomas Hellriegel    | Lothar Leder      | Paula Newby-Fraser -3-      | Katinka Wiltenburg | Susan Latshaw      |
| 10. Juli 1994   | Jürgen Zäck -2-     | Péter Kropkó         | Rainer Müller     | Paula Newby-Fraser -2- (SR) | Susan Latshaw      | Katinka Wiltenburg |
| 10. Juli 1993   | Cristián Bustos     | Jürgen Zäck          | Péter Kropkó      | Katinka Wiltenburg          | Ada van Zwieten    | Susanne Götze      |
| 11. Juli 1992   | Jos Everts          | Ray Browning         | Roy Hinnen        | Paula Newby-Fraser          | Thea Sybesma       | Krista Whelan      |
| 13. Juli 1991   | Pauli Kiuru -2-     | Mark Koks            | Jürgen Zäck       | Thea Sybesma                | Jan Wanklyn        | Irma Zwartkruis    |
| 14. Juli 1990   | Pauli Kiuru         | Péter Kropkó         | Ken Glah          | Jan Wanklyn                 | Elke Oetermann     | Ada van Zwieten    |
| 24. Juni 1989 1 | Jürgen Zäck         | Axel Koenders        | Roy Hinnen 1      | Simone Mortier              | Elke Oetermann     | Ghita Jarlström    |
| 30. Juli 1988   | Axel Koenders       | Dirk Aschmoneit      | Micha Schuler     | Rita Keitmann               | Bonnie Barton      | Heidi Nilsen       |

→ Zu den Siegern der Folgeveranstaltung des Challenge Roth siehe: Challenge Roth.

Schwimmstart der ersten Teilnehmergruppe beim Ironman Europe 1990
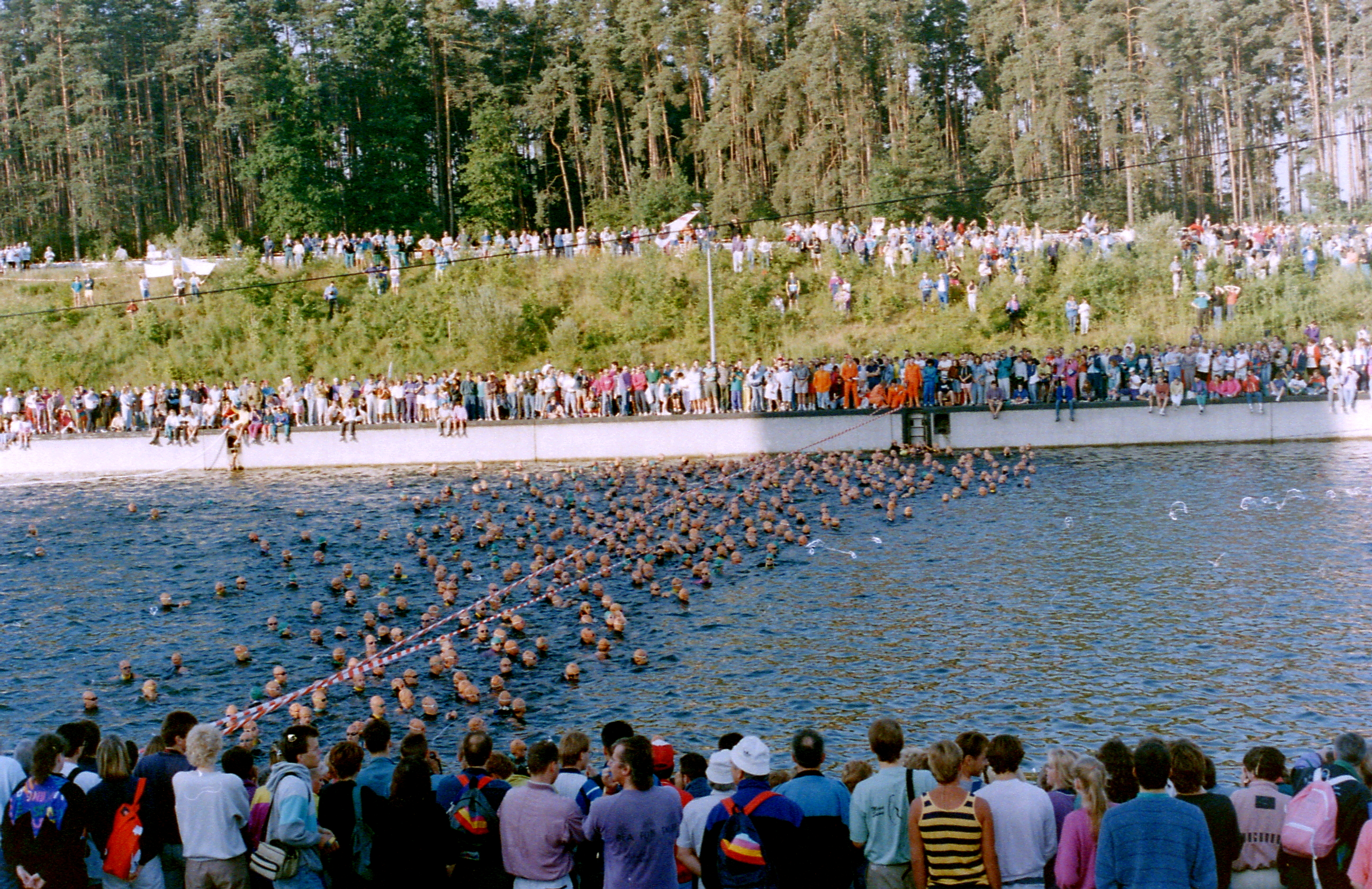
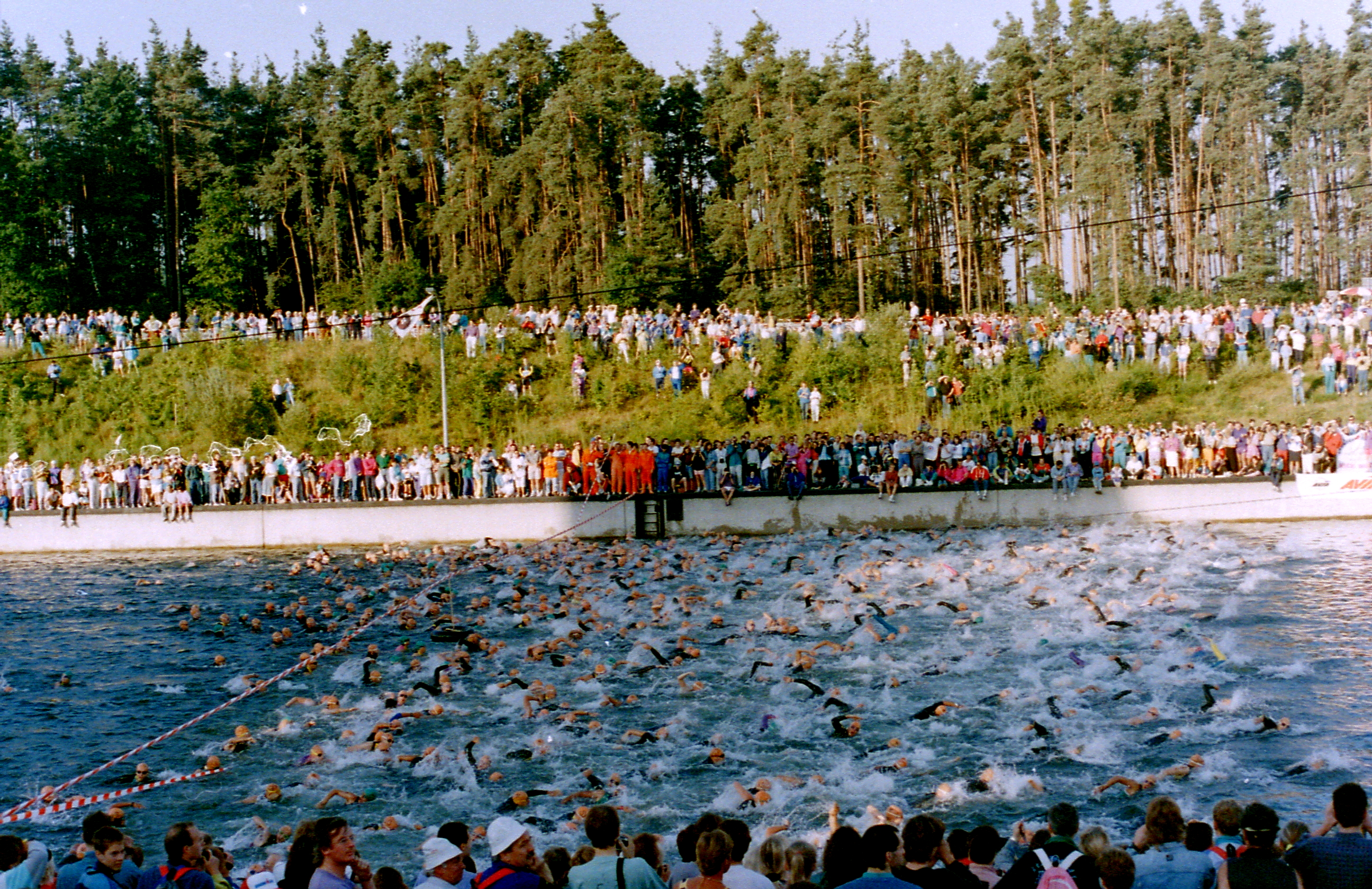
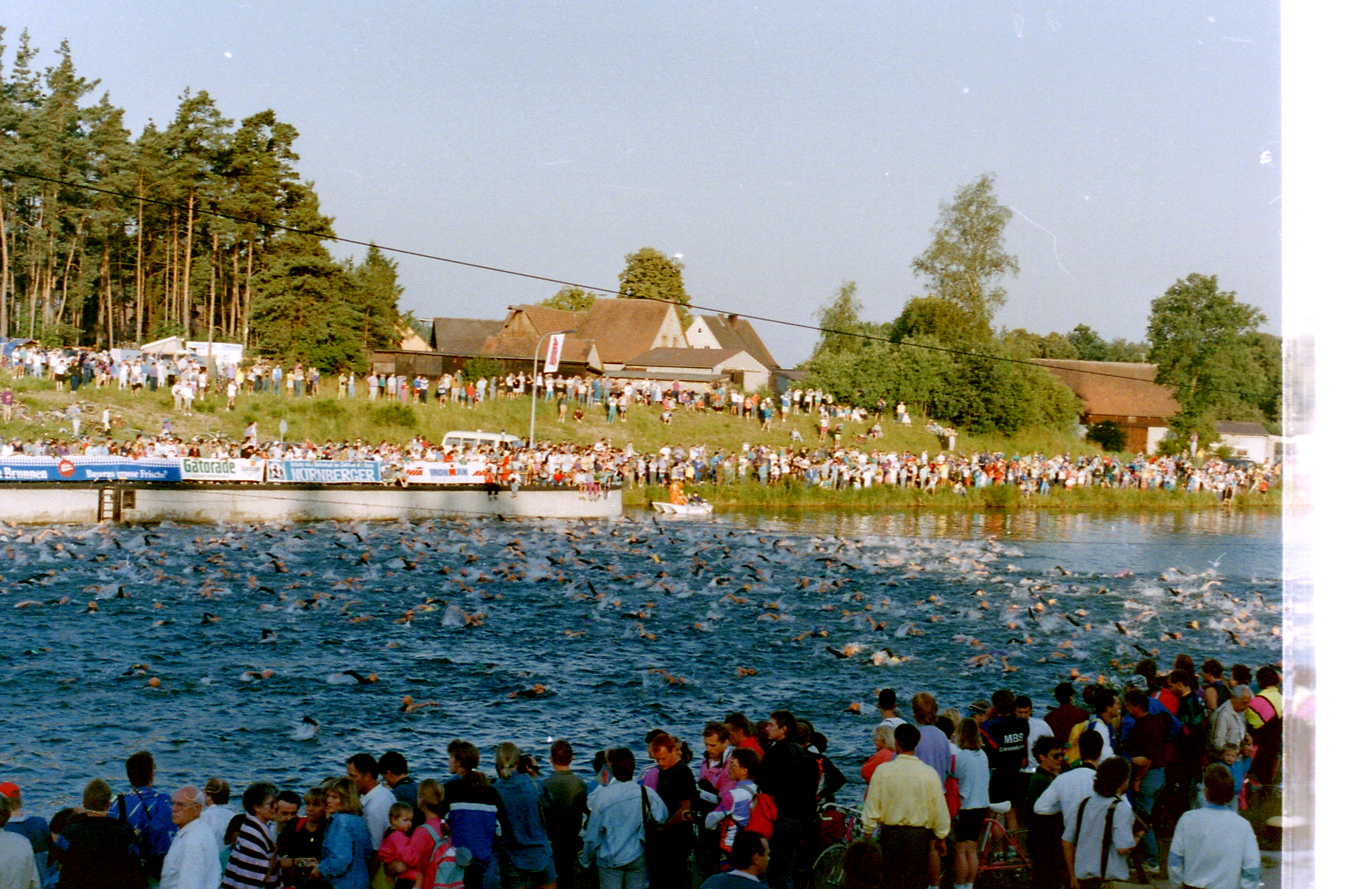